# Blackbriar
Blackbriar is een Nederlandse alternatieve metal/gothic rockband uit Assen. De band is in 2012 opgericht door drummer René Boxem en zangeres Zora Cock nadat ze samen naar een concert van Slash en Halestorm waren geweest. De muziek wordt geschreven door René en de lyrics komen van Zora. De stijl van de muziek wordt o.a. vergeleken met die van Within Temptation, Nightwish en Epica.
In de periode 2016 tot 2018 had de band enkele optredens in Nederland en Duitsland. Vanaf 2019 groeide de bekendheid en in oktober van dat jaar voegde Blackbriar zich bij Epica als officiële ondersteuning tijdens hun Design Your Universe 10th Anniversary Tour, en in november werd Blackbriar uitgenodigd om de aftershow voor Halestorm en In This Moment te spelen in de AFAS Live in Amsterdam. In 2021 werd in eigen beheer het eerste album uitgebracht: The Cause of Shipwreck, dat via een crowdfunding werd gerealiseerd. Het doelbedrag schijnt binnen 24 uur te zijn opgehaald.
In 2022 tekende de band een contract met platenlabel Nuclear Blast en in dat jaar en in 2023 toerden ze onder meer door Nederland, Duitsland en Zwitserland. Bij de Euphonic Downfall Tour in 2023 vormden ze bij een deel van de shows een gezamenlijk hoofdprogramma met Ad Infinitum. Het tweede album, A Dark Euphony, verscheen tijdens deze tour, in september 2023. In 2024 tourde de band als voorprogramma van Battle Beast in Canada en de Verenigde Staten, en stonden ze op diverse Europese festivals, zoals het Spaanse Rock Imperium Festival en het Duitse Wacken Open Air.
In februari 2025 kondigde de band aan dat het derde studioalbum A Thousand Little Deaths heet en naar verwachting in de zomer van 2025 zal verschijnen.

## Ontvangst
Op YouTube trekt de band in hun vroege periode tot 2018, ondanks het ontbreken van een platenlabel, album en grote live-tour, al relatief veel bekijks. Zo was de video van het nummer Until Eternity, dat in 2015 uitkwam, in 2017 al ca. 6 miljoen keer bekeken, wat [in 2025] op YouTube is opgelopen tot 20 miljoen views. 
Zowel het debuutalbum van de band, The Cause of Shipwreck, in 2021, als het vervolg A Dark Euphony, in 2023, kregen in de metalscene over het algemeen positieve recensies.

## Bandleden
Huidige bezetting
- Zora Cock – zang
- Ruben Wijga – keyboards
- Bart Winters – leadgitaar
- Robin Koezen – slaggitaar
- Siebe Sol – basgitaar
- René Boxem – drumstel

Voormalige leden
- René Sempel – slaggitaar
- Frank Akkerman – basgitaar

## Discografie
Singles
- Ready To Kill (5 mei 2014)
- Until Eternity (26 september 2015)
- Preserved Roses (3 mei 2017)
- Until Eternity (Orkestrale versie) (14 december 2018)
- Snow White And Rose Red (met Ulli Perhonen) (29 mei 2019)
- Mortal Remains (21 november 2019)
- The Séance (19 februari 2021)
- Deadly Diminuendo (19 maart 2021)
- Selkie (10 april 2021)
- Walking Over My Grave (23 april 2021)
- Fairy of The Bog (10 december 2021)
- Crimson Faces (17 november 2022)
- My Soul's Demise (28 april 2023)
- Cicada (21 juni 2023)
- Forever And A Day (15 september 2023)
- Spirit of Forgetfulness (29 september 2023)
- Moonflower (feat. Marjana Semkina) (20 maart 2024)
- Floriography (20 nov 2024)

Ep's
- Fractured Fairytales (mei 2017)
- We'd Rather Burn (oktober 2018)
- Our Mortal Remains (december 2019)

Albums
- The Cause of Shipwreck (april 2021)
- A Dark Euphony (september 2023)

## Videografie
- Ready To Kill (geregisseerd door Michel Berendsen)
- Until Eternity (geregisseerd door Joshua Maldonado)
- I'd Rather Burn (geregisseerd door Blackbriar)
- Arms Of The Ocean (geregisseerd door Joshua Maldonado)
- Snow White And Rose Red
- Mortal Remains
- Beautiful Delirium
- The Séance (geregisseerd door Joshua Maldonado)
- Selkie
- Walking Over My Grave (geregisseerd door Joshua Maldonado)
- Weakness And Lust (geregisseerd door Joshua Maldonado)
- You're Haunting Me
- Fairy of The Bog (geregisseerd door Joshua Maldonado)
- Crimson Faces (geregisseerd door Joshua Maldonado)
- My Soul's Demise (geregisseerd door Joshua Maldonado)
- Cicada (geregisseerd door Blackbriar)
- Spirit of Forgetfulness (geregisseerd door blksm media)
- Moonflower (feat. Marjana Semkina) (geregisseerd door Cinebuds)